# Boston Dynamics

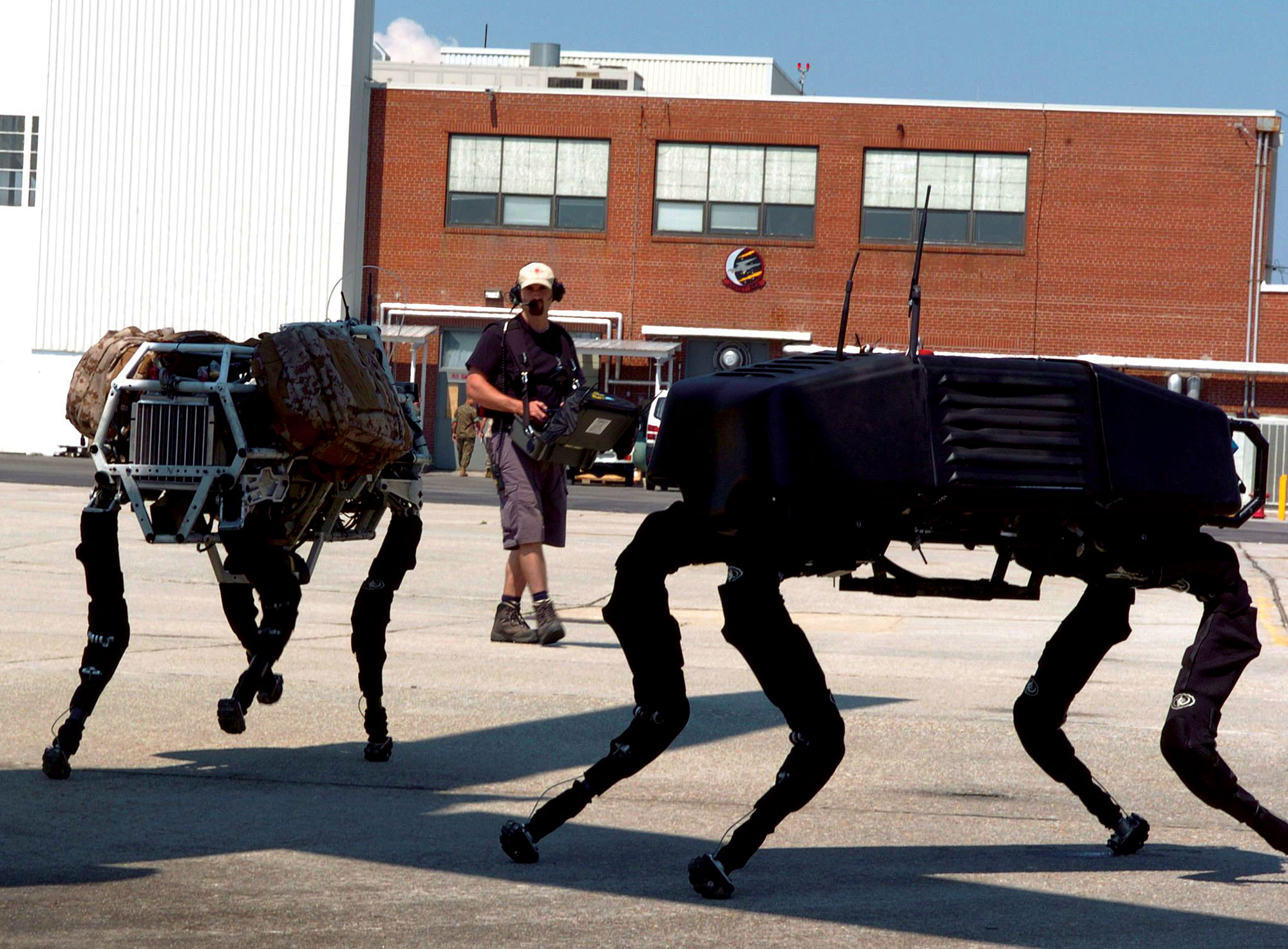
Due esemplari di BigDog, il "mulo robotico" della Boston Dynamics

La Boston Dynamics è una società di ingegneria e robotica meglio conosciuta per lo sviluppo di BigDog, un robot quadrupede progettato per l'esercito statunitense, con il finanziamento del DARPA, e per il DI-Guy, un software molto realistico per la simulazione umana.

## Storia
Nella prima parte della sua storia, la compagnia ha lavorato con l'American Systems Corporation in virtù di un contratto con la Naval Air Warfare Center Training Systems Division (NAWCTSD) per sostituire i video di addestramento per le operazioni di lancio degli aeromobili, con un programma interattivo in 3D per le simulazioni al computer in caratteri DI-Guy.
Marc Raibert è il presidente della società e il responsabile del progetto. Egli separò la società dal Massachusetts Institute of Technology nel 1992. Il 13 dicembre 2013 la Boston Dynamics è stata acquistata da Google, diretta dall'informatico statunitense Andy Rubin. L'8 giugno 2017 Alphabet Inc. (holding di Google) ha annunciato la vendita della società al gruppo giapponese SoftBank; il prezzo della transazione non è stato rivelato.
Il 10 dicembre 2020 per 917 milioni di dollari l'azienda è stata acquisita dalla Hyundai Motor Company.

## Prodotti

### BigDog
BigDog è un robot quadrupede creato nel 2005 dalla Boston Dynamics, in collaborazione con Foster-Miller, la Jet Propulsion Laboratory, e la Harvard University Concord Field Station. BigDog è finanziato dalla Defense Advanced Research Projects Agency nella speranza che possa fungere da robot da carico (tipo mulo da trasporto) per accompagnare i soldati su terreni troppo impervi per i veicoli. Invece delle ruote, BigDog utilizza quattro gambe per i movimenti, permettendogli così di muoversi su superfici dove le ruote non potrebbero andare. Quello che è stato chiamato "il più ambizioso robot con le gambe del mondo" è progettato per trasportare 154 chilogrammi a fianco di un soldato a circa 5 chilometri orari, attraverso terreni accidentati e per pendenze fino a 35 gradi.

### Legged Squad Support System

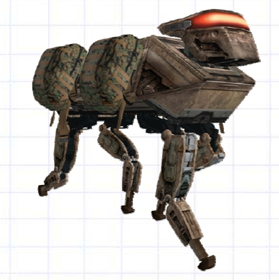
Legged Squad Support System, il previsto successore di Big Dog

Come successore di Big Dog è stato previsto il sistema denominato Legged Squad Support System, il cui contratto iniziale è stato aggiudicato alla Boston Dynamics il 3 dicembre 2009.

### Spot
Spot è un robot a forma di cane dal costo di circa 75 mila dollari. Esso è in grado (con i suoi sensori e il suo braccio robotico) di fare lavori (pericolosi per gli umani) con facilità  e precisione grazie al controllo remoto o fare ispezioni con precisione ed efficienza su terreni o spazi poco agibili. È dotato di una protezione IP54, ciò significa che resiste a polveri e pioggia, ma non può supportare né spruzzi ad alta intensità né immersioni.

## Altri
- Cheetah
- LittleDog
- PETMAN
- Atlas
- Spot
- Handle
- Stretch

## Cultura popolare
- L'episodio "Metalhead" del 2017 di Black Mirror, ha come protagonista un robo-killer ispirato ai cani robotici di Boston Dynamics[11][12]
- La serie televisiva Silicon Valley fa riferimento alla società citando un'azienda di nome fittizia la Somerville Dynamics con sede a Somerville, una città vicino a Boston[13] ed in un altro episodio appare il vero robot Spot della società che attraversa la strada.